# 나그함마디 문서

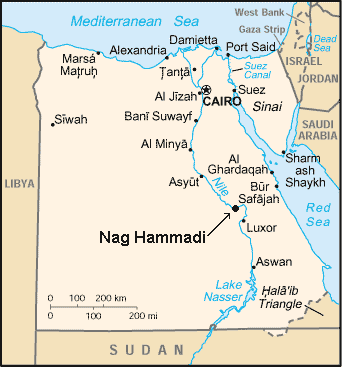
이집트 나그함마디(Nag Hammadi)의 위치

나그함마디 문서(Nag Hammadi library)는 1945년 이집트 나그함마디 마을 근처에서 발견된 초기 기독교 영지주의 복음서들을 가리키는 낱말이다. 12권의 가죽 장정된 파피루스 코덱스가 밀봉된 항아리에 들어있었는데, 이를 모함마드 알리라는 농부가 발견하였다. 발견된 나그함마디 문서에는 영지주의 문서 52편, 헤르메스주의 문헌(Hermetica · 헤르메티카)의 문서 3편, 그리고 플라톤의 《국가》의 번역본이 포함되어 있었다. 나그함마디 문서 전체의 영어 번역판을 발간한 제임스 로빈슨은 그 책의 서문에서 이 코덱스들에 대해 추정하고 있는데, 그는 이 코덱스들이 나그함마디 마을 근처에 있었던 파코미아 수도원(Pachomian monastery)에 속해 있었는데 대주교 아타나시우스가 기원후 367년 정경으로 채택되지 못한 문서들에 대한 정죄를 시작함에 따라 이를 피해 묻혀진 것이라고 추정하고 있다.
이 코덱스들의 문서들은 모두 콥트어로 쓰여져 있는데, 이들은 모두 그리스어로 된 원본의 콥트어 번역본인 것으로 추정되고 있다. 이 문서들 중 가장 대표적인 것으로는 예수의 어록만을 담고 있는 영지주의 복음서인 《토마스 복음서》와  영지주의의 우주론과 세계관을 보여주는 《요한의 비밀 가르침》이 있다. 이 중에서 《토마스 복음서》는 나그함마디 문서에서만 완전한 형태로 보존되고 있다. 이를 통해 1898년 옥시링쿠스에서 발견된 예수의 어록을 기록한 문서는 (기원후 80년경에 저작된 것으로 추정되는) 원본 그리스어 《도마 복음서》의 일부라는 것이 판명될 수 있었다. 《요한의 비밀 가르침》은 영지주의의 특징을 가장 잘 보여주는 영지주의 문헌으로, 가장 중요한 영지주의 문헌인 것으로 현대 학자들은 평가하고 있다.
현재 나그함마디 문서들은 모두 이집트 카이로의 콥트 박물관에 보관되어 있다.

## 코덱스 및 문서 목록
나그함마디 문서에서 발견된 코덱스들과 각 코덱스에 포함된 문서들의 전체 목록은 다음과 같다. 총 13권의 코덱스와 52편의 문서가 있다. 이 중에서 코덱스 XIII은 실제로는 코덱스가 아니기 때문에 실제 코덱스로는 총 12권이 있다.
- 코덱스 I: 융재단 코덱스(Jung Foundation Codex)라고도 한다.
  - 사도 바울로의 기도(The Prayer of the Apostle Paul)
  - 야고보의 비밀 가르침(Apocryphon of James)
야고보의 비밀의 서(Secret Book of James)라고도 한다.
  - 진리의 복음서(Gospel of Truth)
  - 부활론(Treatise on the Resurrection)
  - 3부 논문(Tripartite Tractate)
- 코덱스 II:
  - 요한의 비밀 가르침(Apocryphon of John)
요한의 비밀의 서(Secret Book of John) 또는 요한의 비밀 계시록(Secret Revelation of John)이라고도 한다.
  - 토마스 복음서(Gospel of Thomas) 
예수의 어록만으로 구성된 복음서
  - 필립보 복음서(Gospel of Philip)
  - 집정관들의 위격(Hypostasis of the Archons)
  - 세상의 기원(On the Origin of the World)
  - 영혼에 대한 해설(Exegesis on the Soul)
  - 의심자 토마스서(Book of Thomas the Contender)
- 코덱스 III:
  - 요한의 비밀 가르침(Apocryphon of John)
  - 이집트 복음서(Gospel of the Egyptians)
  - 축복받은 자 유그노스토스(Eugnostos the Blessed)
  - 예수 그리스도의 소피아(The Sophia of Jesus Christ)
  - 구세주의 대화(Dialogue of the Saviour)
- 코덱스 IV:
  - 요한의 비밀 가르침(Apocryphon of John)
  - 이집트 복음서(Gospel of the Egyptians)
- 코덱스 V:
  - 축복받은 자 유그노스토스(Eugnostos the Blessed)
  - 바울로 계시록(Apocalypse of Paul)
  - 야고보의 첫째 계시록(First Apocalypse of James)
  - 야고보의 둘째 계시록(Second Apocalypse of James)
  - 아담 계시록(Apocalypse of Adam)
- 코덱스 VI:
  - 베드로와 열두 사도의 행전(Acts of Peter and the Twelve Apostles)
  - 천둥, 완전한 마음(The Thunder, Perfect Mind)
  - 권위 있는 가르침(Authoritative Teaching)
  - 우리의 위대한 힘의 의의(Concept of Our Great Power)
  - 국가(Plato's Republic)
플라톤의 《국가》는 원래 영지주의 문헌이 아니다. 반면, 나그함마디 문서의 이 《국가》 버전은 당시의 영지주의 견해들에 의거하여 많은 변경이 가해진 영지주의적 버전이다.
  - 제8과 제9에 대한 논의(Discourse on the Eighth and Ninth)
헤르메스주의 문헌(Hermetica)에 속한 논서이다.
  - 감사의 기도(The Prayer of Thanksgiving)
헤르메스주의 문헌(Hermetica)에 속한 기도문으로 필사자의 주석이 함께 들어있다.
  - 아스클레피오스(Asclepius) 21-29
헤르메스주의 문헌(Hermetica)에 속한 논서이다.
- 코덱스 VII:
  - 셈의 해설(Paraphrase of Shem)
  - 위대한 셋의 둘째 논서(Second Treatise of the Great Seth)
  - 베드로의 영지주의적 계시록(Gnostic Apocalypse of Peter)
  - 실바누스의 가르침(Teachings of Silvanus)
  - 셋의 세 석주(Three Steles of Seth)
- 코덱스 VIII:
  - 조스트리아노스(Zostrianos)
  - 베드로가 빌립에게 보낸 서한(Letter of Peter to Philip)
- 코덱스 IX:
  - 멜키지덱(Melchizedek)
  - 노레아의 생각(Thought of Norea)
  - 진리의 증언(Testimony of truth)
- 코덱스 X:
  - 마르사네스(Marsanes)
- 코덱스 XI:
  - 지식에 대한 해석(Interpretation of Knowledge)
  - 발렌티누스주의의 해설문들: 기름부음에 관하여(On the Anointing), 세례에 관하여(On Baptism) (A, B), 성찬에 관하여(On the Eucharist) (A, B)
  - 알로게네스(Allogenes)
  - 히프시프로네(Hypsiphrone)
- 코덱스 XII
  - 섹스투스 어록(Sentences of Sextus)
  - 진리의 복음서(Gospel of Truth)
  - 단편들
- 코덱스 XIII:
  - 트리모르픽 프로테노이아(Trimorphic Protennoia)
  - 세상의 기원(Origin of the World)

"코덱스 XIII"은 실제로는 코덱스가 아니며 《트리모르픽 프로테노이아》의 일부분이다. 제임스 로빈슨에 따르면 "(이들은) ... 고대 후기에 13번째의 코덱스에서 빼낸 여덟 장의 파피루스(즉, 8장의 페이지)가 6번째 코덱스의 앞 표지 속에 끼워져 넣어져 있던 것들이다." 《세상의 기원》은 이 여덟 장의 파피루스 중 여덟 번째 파피루스(즉, 8번째 페이지)의 끝에 기록되어 있는데 시작부의 몇 줄만이 판독이 가능한 상태이다.

## 같이 보기
- 성서고고학
- 복음서 목록
- 신약 외경
- 위경
- 본문 비평